# Stocks Reservoir
Das Stocks Reservoir ist ein Stausee im Forest of Bowland, Lancashire, England. Der See wird hauptsächlich vom River Hodder gebildet und lag früher in der West Riding of Yorkshire.
Der Bau des Stausees wurde 1910 geplant, als deutlich wurde, dass das Fylde Water Board den wachsenden Bedarf an Wasser in den Orten wie Blackpool, Fleetwood und Lytham St. Annes nicht würde decken können, wenn nicht neue Sammelbecken gebaut würden. 1912 wurde vom britischen Parlament der Fylde Water Board Act 1912 beschlossen, der den Bau von drei Stauseen erlaubte. Die Vorbereitungen für den Bau zogen sich jedoch, auch bedingt durch den Ausbruch des Ersten Weltkrieges, so in die Länge, dass 1919 der Fylde Water Board Act 1919 vom Parlament verabschiedet werden musste, um die verlängerte Bauzeit gesetzlich abzusichern. 
Für den Bau des Stausees wurde ein Abzweig der Bahnstrecke Leeds–Morecambe von Long Preston nach Tosside in Normalspurweite gebaut, dort übernahmen dann Kleinbahnen den Transport des Materials zur Baustelle. Eine weitere Kleinbahnverbindung verband zwei Steinbrüche mit der Baustelle.
Die Bauarbeiter wohnten in dem eigens für diesen Zweck errichteten Hollins Village, das neben Wohnhäusern, und verschiedenen Werkstätten auch eine Kantine, eine Gaststätte und ein eigenes Krankenhaus hatte.
Durch den Bau des Stocks Reservoirs wurde nicht nur das Dale Head Tal, sondern auch der Ort Stocks in Bowland, der dem Stausee seinen Namen gibt, überflutet. Während die Wohnhäuser alle abgerissen wurden, wurde die Kirche des Ortes St James’ vom Fylde Water Board abgetragen und an einer vor der Überflutung sicheren Stelle zusammen mit dem Friedhof, dessen Gräber umgebettet wurden, wieder aufgebaut. Der ursprüngliche Kirchhof wurde am Ende doch nicht überflutet und dient heute als Parkplatz. Bei extremem Niedrigwasser sind die Überreste des Ortes heute noch zu erkennen.
Die Arbeiten am eigentlichen Bauwerk begannen 1923. 1925 wurde im Fylde Water Board Act 1925 beschlossen, dass das künftige Stocks Reservoir größer gebaut werden dürfe, als ursprünglich vorgesehen, weshalb der 1912 beschlossene Bau des Hesbert und des Greet Reservoirs aufgegeben werden konnte. Das Stocks Reservoir wurde am 5. Juli 1932 von Prinz George offiziell eingeweiht.
Das Stocks Reservoir wird heute von United Utilities betrieben.